# Ángel Cabral
 (janvier 2020).
Si vous disposez d'ouvrages ou d'articles de référence ou si vous connaissez des sites web de qualité traitant du thème abordé ici, merci de compléter l'article en donnant les références utiles à sa vérifiabilité et en les liant à la section « Notes et références ».
Ángel Amato (né à Buenos Aires le 1er octobre 1911 et mort le 4 juin 1997), principalement connu sous le nom de scène d’Ángel Cabral, est un guitariste, compositeur et chanteur argentin dont les genres musicaux de prédilection était la valse et le tango. Il est né à Buenos Aires, dans le barrio de Villa Luro, plus précisément à la calle White, entre Bragado et Tapalqué.

## Biographie
Il compose en 1936 Que nadie sepa mi sufrir, composé sur le rythme d'une valse péruvienne, connu par les francophones pour son adaptation La Foule, interprétée par Édith Piaf à partir de 1957, sur des paroles de Michel Rivgauche. Celle-ci avait eu l'occasion d'entendre une interprétation de la chanson au Teatro Ópera de Buenos Aires en 1936 et a demandé à l'auteur de lui faire une adaptation française.